# Рьоске
Рьоске (на унгарски: Röszke) е гранично село, намиращо се в област Чонград, Унгария. Населението му е 3296 души (2010).
На 3 km от него се намира магистралата М5, която свързва сръбската граница с Будапеща. Най-близкият град е Сегед (15 km), до който може да се стигне с автомобил или с влак.